# Landsberger Allee
Die Landsberger Allee ist eine Straße in den Berliner Bezirken Friedrichshain-Kreuzberg, Pankow, Lichtenberg und Marzahn-Hellersdorf. Mit elf Kilometern gehört sie zu den längsten Straßen Berlins. Zudem ist sie eine der Hauptverkehrsadern der östlichen Bezirke. Namenspatron ist nicht – wie mitunter vermutet – das ehemals brandenburgische Landsberg an der Warthe, sondern die wesentlich näher gelegene Kleinstadt Altlandsberg.
Der Name geht auf die früher vom Alexanderplatz zum Landsberger Tor verlaufende Landsberger Straße zurück, deren Verlängerung sie bildet. Die Landsberger Allee verlief ursprünglich zwischen Landsberger Tor und Roederstraße. Sie wurde 1950 in Leninallee umbenannt. Zwischen 1973 und 1978 wurden während der Entstehung der Neubaugebiete entlang des Straßenzuges die östlich anschließenden Straßen Landsberger Chaussee, Berliner Chaussee und Chaussee nach Altlandsberg in die Leninallee einbezogen. Seit 1992 heißt der gesamte Straßenzug Landsberger Allee.

## Verlauf und Lage im Stadtraum

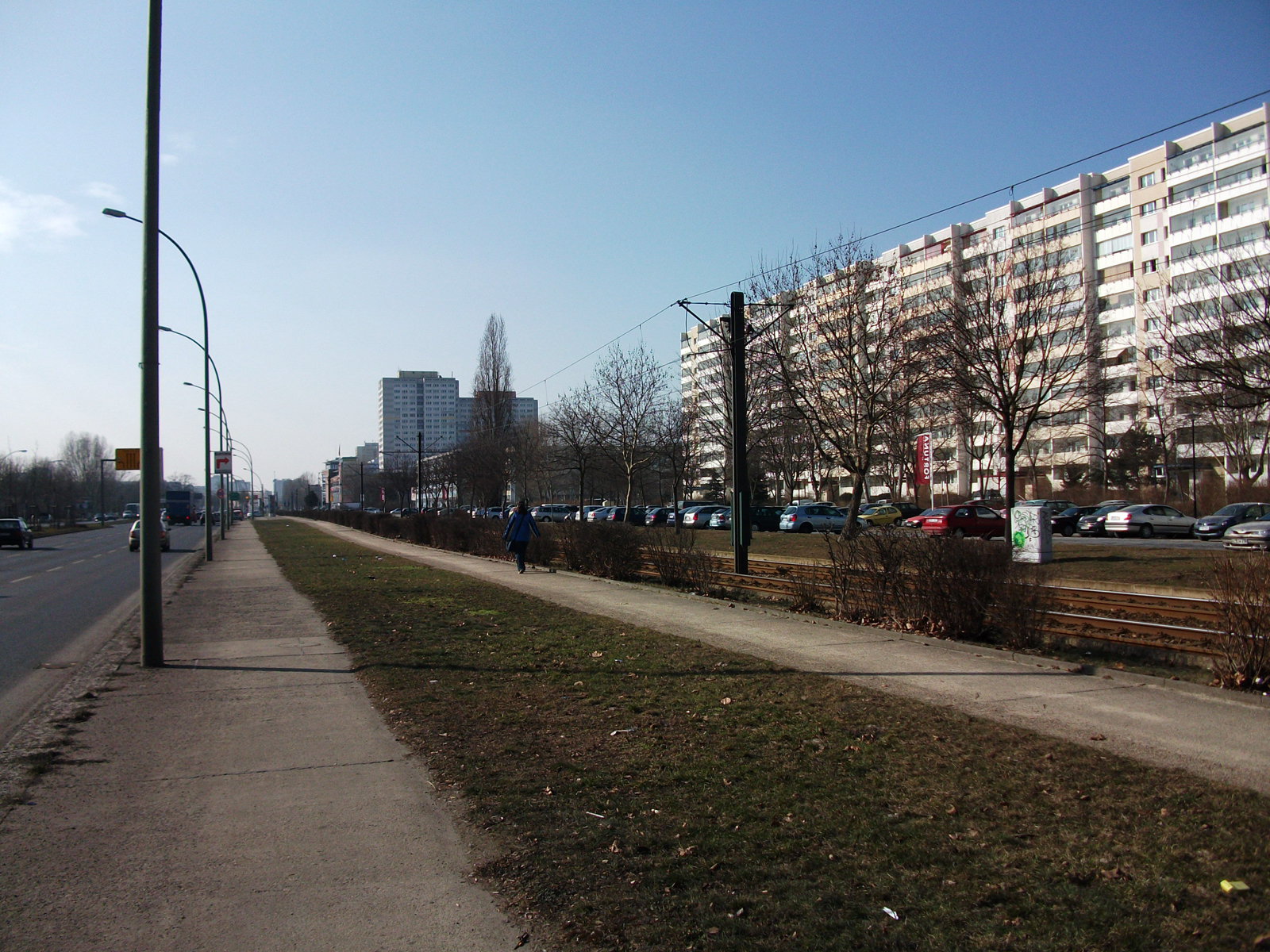
Landsberger Allee, Höhe Genslerstraße

Die Straße beginnt am Platz der Vereinten Nationen und verläuft von dort in nordöstlicher Richtung. Die erste große Kreuzung ist die mit der Danziger und Petersburger Straße. Im weiteren, fast geradlinigen Verlauf kreuzt die Straße unter anderem den Weißenseer Weg, die Rhinstraße und die Märkische Allee, letztere in Form einer niveaufreien Kreuzung. Der Dorfkern von Marzahn wird durch eine langgezogene S-Kurve tangiert, bevor die Straße ihren ursprünglichen Verlauf der Straße nach Alt-Landsberg wieder erreicht. Nach der Kreuzung mit der Allee der Kosmonauten / Raoul-Wallenberg-Straße und dem Blumberger Damm endet die Landsberger Allee hinter der über die Wuhle führenden Nikolai-E.-Bersarin-Brücke an der Grenze zu Hellersdorf. Von hier führt sie als Landsberger Chaussee in das Brandenburger Umland.
Die Landsberger Allee ist eine der sieben nach Norden und Osten führenden radialen Ein- und Ausfallstraßen, die ursprünglich vom historischen Zentrum der Stadt um den Alexanderplatz ausgingen. Diese sind im Uhrzeigersinn
- Brunnenstraße
- Schönhauser Allee
- Prenzlauer Allee
- Otto-Braun-Straße – Greifswalder Straße
- Landsberger Allee
- Karl-Marx-Allee – Frankfurter Allee
- Holzmarktstraße – Mühlenstraße – Stralauer Allee

## Geschichte und Umfeld

### Namensgebung
Die Landsberger Allee wechselte in der Geschichte mehrfach ihren Namen wie auch ihren Verlauf. Bereits im Mittelalter war die Straße ein wichtiger Fernverkehrsweg in die östlichen Gebiete Brandenburgs. Der Straßenzug begann ursprünglich als Landsberger Straße am Alexanderplatz und verlief über das Landsberger Tor weiter als Landsberger Allee in nordöstlicher Richtung nach Lichtenberg (seit 1854), wo sie an der Einmündung der Thaer- und der Roederstraße den Namen in Landsberger Chaussee wechselte. Diese setzte sich dann in Marzahn als Berliner Chaussee und Chaussee nach Altlandsberg fort.
Im Jahr 1950 wurde der durch die Bezirke Mitte, Friedrichshain und Prenzlauer Berg verlaufende Straßenabschnitt in Leninallee umbenannt, 1973 erhielt der östlich anschließende Abschnitt der Landsberger Chaussee in Lichtenberg ebenfalls den Namen Leninallee. In Marzahn verlief die Straße noch bis in die 1970er Jahre direkt durch den alten Dorfanger, dann wurde sie als Umgehung nordwärts neu trassiert und 1978 bis zur Stadtgrenze ebenfalls in Leninallee umbenannt.
Beim Umbau des Alexanderplatzes und der Sanierung des daran anschließenden nordöstlichen Stadtquartiers (ehemals: Georgenvorstadt) rund um die Georgenkirche wurde der Straßenverlauf der Leninallee im Jahr 1967 zwischen Alexanderplatz und Büschingplatz aufgehoben und mit Zeilenbauten bebaut. Die alte Bebauung war im Krieg weitgehend zerstört worden, heute ist nur das Haus der Gesundheit an der Karl-Marx-Allee erhalten. Die Leninallee endete von nun an am Leninplatz (vorher: Landsberger Platz, seit 1992: Platz der Vereinten Nationen). Am Leninplatz schwenkte der Straßenverlauf in westlicher Richtung in die damals neu angelegte Mollstraße, die verlängerte Wilhelm-Pieck-Straße (seit 1994: Torstraße), ab (Nordtangente).
Das Planwerk Innenstadt von Hans Stimmann aus der Wende um das 21. Jahrhundert sah die Wiederherstellung der historischen Straßenachse vom Alexanderplatz aus als Fußweg vor, wurde aber nicht umgesetzt.

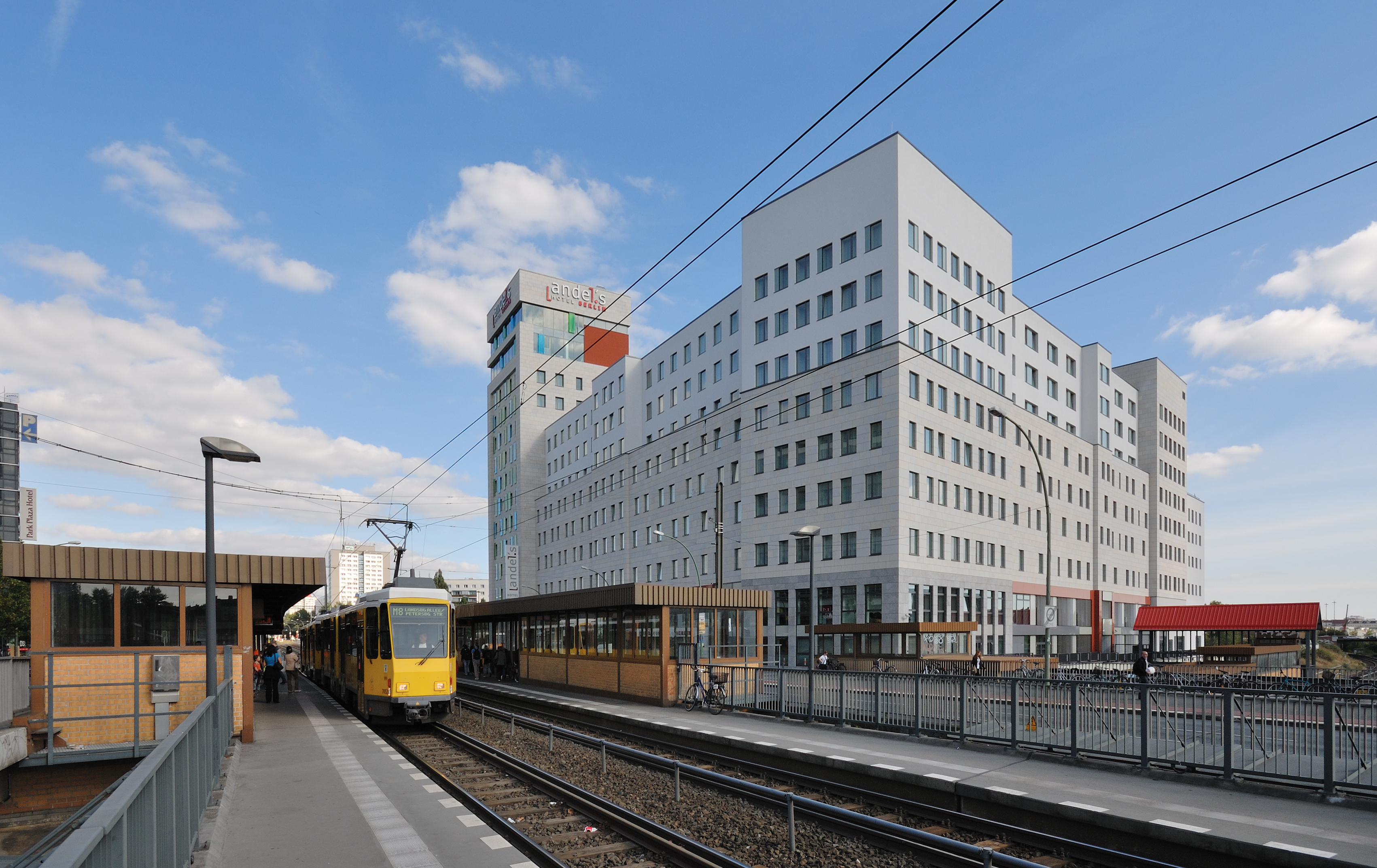
Landsberger Arkaden an der Straßenbahn-Haltestelle S-Bahnhof Landsberger Allee

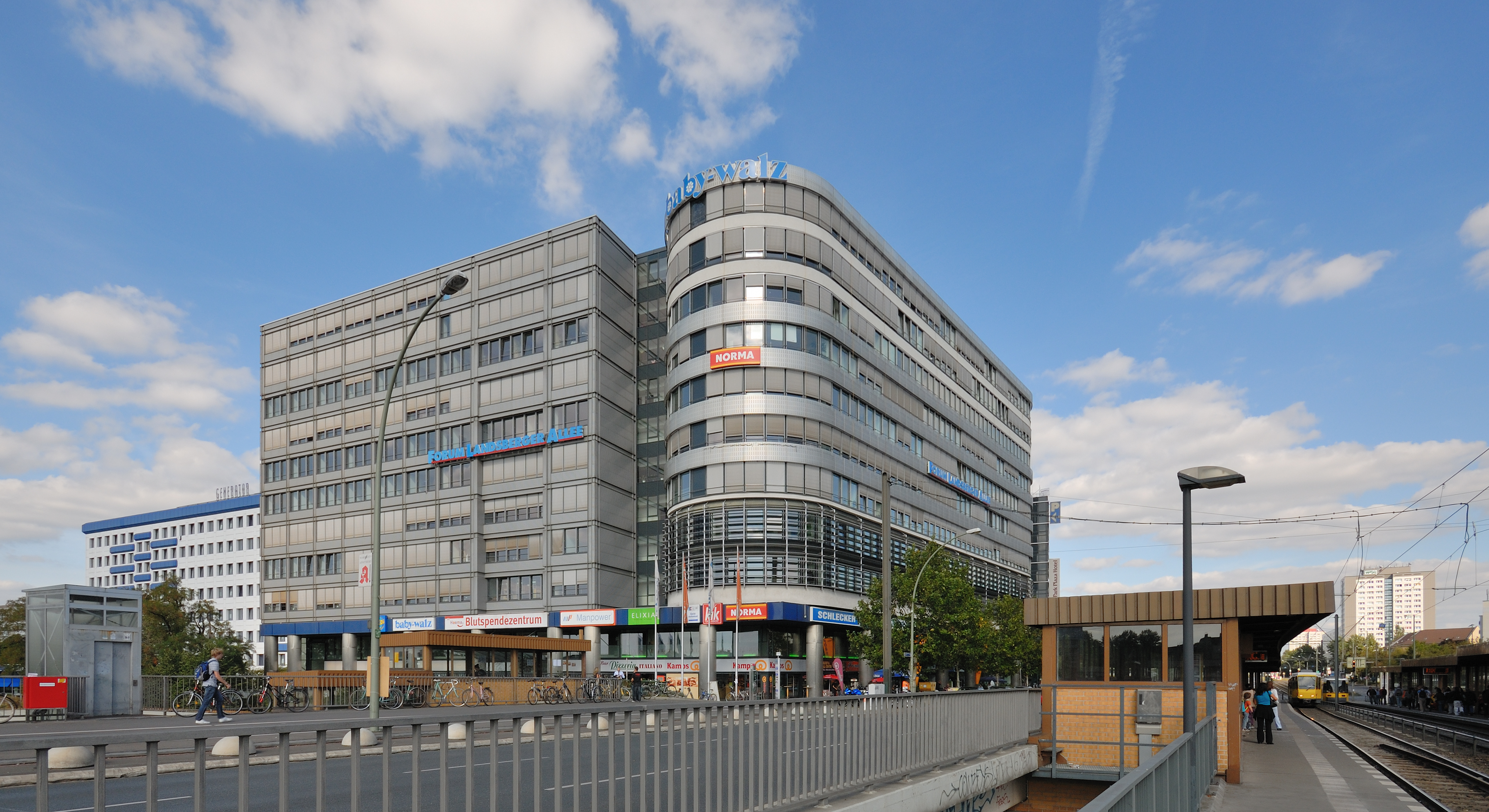
Forum Landsberger Allee

Auf Beschluss des Berliner Senats erhielt die gesamte Leninallee 1992 den Namen Landsberger Allee und der Leninplatz den neuen Namen Platz der Vereinten Nationen, nachdem zuvor das Denkmal Lenins trotz etlicher Bürgerproteste entfernt worden war.

### Ausgewählte Bauten nach Ortsteilen

#### Friedrichshain
Auf der Nordseite der Allee, östlich an den Volkspark Friedrichshain angrenzend, entstand zum Ende des 19. Jahrhunderts das Krankenhaus Friedrichshain. Diesem gegenüber, also auf der Südseite, befand sich eine geschlossene Wohnbebauung, bis zum Ende des Zweiten Weltkriegs durch Kämpfe und Bombenabwürfe Baulücken entstanden. Nach 1990 errichtete ein Investor hier einen Hotelkomplex, weiter östlich (Landsberger Allee 32) entsteht im Jahr 2016 anstelle des zerstörten Viktoriahauses die Senioreneinrichtung Matthiasgärten, für welche am 8. Februar 2016 Richtfest gefeiert wurde. Die Leipziger Fuchshuber Architekten gewannen im Auftrag des Immobilienunternehmens Kondor Wessels Wohnen Berlin GmbH den Gestaltungswettbewerb für den Komplex, der aus sieben einzelnen Gebäuden bestehen wird, 153 Wohneinheiten und eine Tiefgarage bietet. Die Fertigstellung war ursprünglich für das Jahr 2014 geplant.
An der Kreuzung mit der Danziger Straße wurde 1981 auf der Nordseite der Allee das Sport- und Erholungszentrum SEZ eröffnet.

#### Prenzlauer Berg
Direkt vor dem S-Bahnhof Landsberger Allee grenzt die Landsberger Allee an das Wohnviertel Entwicklungsgebiet Alter Schlachthof, dessen Viehhallen von den Architekten Hermann Blankenstein und August Lindemann entworfen wurden. Die auf dem Gelände seit den späten 1990er Jahren errichteten Wohnbauten fügen sich in die vorhandene Industriearchitektur ein; neue Straßen erschließen das Areal.
An der Kreuzung Landsberger Allee/Storkower Straße wurde 1996 mit dem Bau der Landsberger Arkaden nach einem Entwurf von Aldo Rossi begonnen: Ein zwölfgeschossiges kleinteiliges Einkaufszentrum sollte entstehen. Aus finanziellen Gründen wechselte der Rohbau mehrfach seine Besitzer, doch gebaut wurde zehn Jahre lang nichts. Nach dem Erwerb durch eine österreichische Hotelkette erfolgten Umplanungen, die Bauarbeiten wurden wieder aufgenommen. Im März 2009 eröffnete hier das andel’s Hotel Berlin. Auf der gegenüberliegenden Straßenseite, am S-Bahnhof Landsberger Allee, wurde zwischenzeitlich ein ähnlicher Büro- und Handelskomplex fertiggestellt, der den Namen Forum Landsberger Allee trägt.

#### Fennpfuhl
Zwischen Oderbruchstraße/Karl-Lade-Straße und Weißenseer Weg bzw. Vulkanstraße entstand in den 1970er Jahren beiderseits der Straße ein großes Neubaugebiet, der heutige Ortsteil Fennpfuhl. Ein bemerkenswertes Bauwerk ist das nach Plänen von Hinrich Baller errichtete Castello, das 1998–2000 anstelle einer abgerissenen ehemaligen DDR-Kaufhalle entstand.

#### Lichtenberg
Im Abschnitt Lichtenberg Ost befinden oder befanden sich zahlreiche kleinere Einkaufszentren wie das Allee-Center (Nordseite), Landsberger Allee 358 (Landsberger Einkaufspassagen) (Südseite; wurde 2017 abgerissen), Globus-Baumarkt, IKEA Lichtenberg, Autohäuser an der Kreuzung Rhinstraße. Das Areal der ehemaligen Landsberger 358, das dem Hamburger Immobilien-Unternehmer Helmut Greve gehörte, verlor seinen Status als „multifunktionales Zentrum mit Fachmärkten, Einzelhandel, Freizeiteinrichtungen, Gastronomie, Büro- und Dienstleistungseinrichtungen“ und wurde verkauft. Nach weiteren Eigentümerwechseln gelangte ein Teil der Immobilie im Jahr 2014 an die Krieger Grundstück GmbH, wo nunmehr, nach Abriss des früheren Möbel Max ein neues Einrichtungshaus mit 45.000 m² Verkaufsfläche entstanden ist, das als Möbel Höffner im Jahr 2017 eröffnete.

#### Marzahn

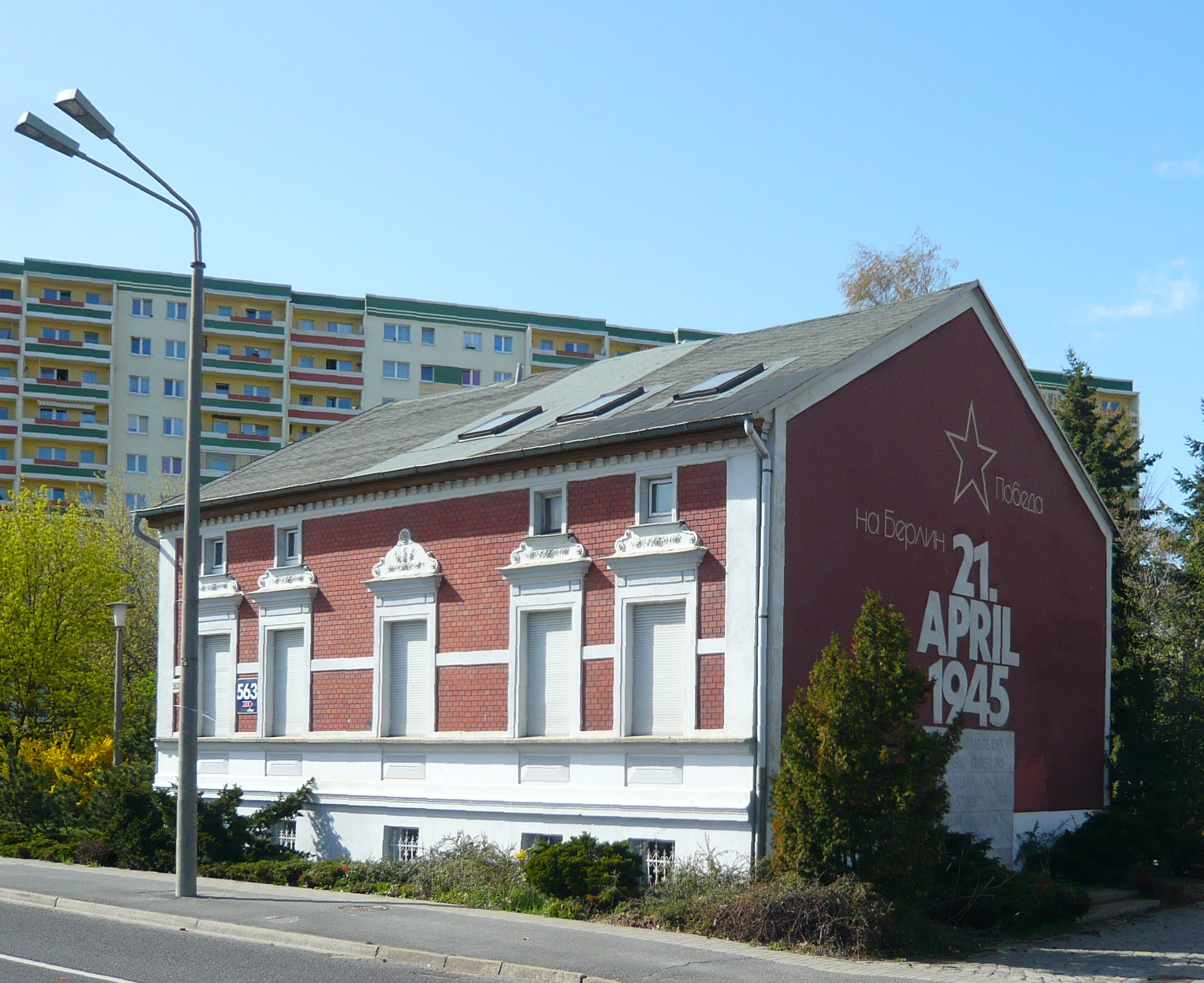
Baudenkmal Landsberger Allee 563

In Marzahn verlief die Straße noch bis in die 1970er Jahre direkt durch den alten Dorfanger, dann wurde sie als Umgehung nordwärts neu trassiert. Nur wenige Wohnhäuser aus dem Ende des 19. Jahrhunderts sind hier erhalten; darunter das denkmalgeschützte Haus Nummer 563, dessen Giebel das von Otto Schack gestaltete Bild Gedenkstätte 21. April 1945 schmückt. Die darin enthaltene Inschrift „Auf dem Wege der Befreiung Berlins vom Hitlerfaschismus hissten Sowjetsoldaten in Berlin Marzahn die rote Fahne des Sieges“ erinnert an den Einzug der sowjetischen Streitkräfte entlang dieser Straße. Die 5. Stoßarmee unter Generaloberst Bersarin, dem späteren Stadtkommandanten, erreichte hier als erster sowjetischer Verband das Berliner Stadtgebiet. Im Jahr 2016 beschloss die Bezirksverordnetenversammlung Marzahn-Hellersdorf, dass die Gedenkstätte auch nach einem möglichen Verkauf des Hauses erhalten bleiben soll; ursprünglich war das sogar als vertragliche Absicherung geplant.
Viele weitere Kunstwerke schmücken Flächen und Gebäude an der Landsberger Allee.

## Öffentlicher Verkehr

### Bus- und Straßenbahnverkehr
Die Landsberger Allee wird über längere Abschnitte von Straßenbahnen befahren. Diese Strecken entstanden im ausgehenden 19. Jahrhundert sowie in den 1980er Jahren von mehreren Gesellschaften. Der älteste Abschnitt zwischen dem Landsberger Tor und der Petersburger Straße wurde am 8. Juni 1882 von der Neuen Berliner Pferdebahn-Gesellschaft eröffnet und war Teil einer Linie vom Alexanderplatz zum Zentralviehhof. Die Fortsetzung über die Ringbahn bis zur Lichtenberger Grenze befuhr ab dem 21. Oktober 1899 die Straßenbahn Berlin–Hohenschönhausen der Continentalen Gesellschaft für elektrische Unternehmungen; gleichzeitig war sie die erste elektrische Straßenbahn entlang der Allee.
Die jüngeren Abschnitte entstanden im Rahmen des Tatra-Programms, einem Ausbau- und Modernisierungsprogramm für die Berliner Straßenbahn, und dienten der Anbindung des 1979 geschaffenen Stadtbezirks Marzahn. Der am 17. März 1980 eröffnete erste Abschnitt beginnt an der Konrad-Wolf-Straße in Hohenschönhausen und verläuft zwischen Altenhofer Straße und der Marzahner Brücke über die Wriezener Bahn entlang der Landsberger Allee. Die Fortsetzung in Richtung Wuhletalstraße ging am 6. Oktober 1982 in Betrieb. Der Bahnkörper liegt hier zwischen der Allee und der Marzahner Promenade. Am 1. April 1985 folgte der nächste Abschnitt zwischen der Kreuzung Raoul-Wallenberg-Straße/Allee der Kosmonauten und der Grenze zu Hellersdorf, wo ein Betriebshof für die Straßenbahn errichtet wurde. Ab dem 1. Juni 1991 fuhr die Bahn weiter über die Nikolai-E.-Bersarin-Brücke zur Zossener Straße.
Der Westabschnitt bis zur Oderbruchstraße/Karl-Lade-Straße wird von den Straßenbahn-Linien M5, M6 und M8 bedient. Auf dem Mittelabschnitt zwischen Altenhofer Straße und Marzahner Promenade fahren die Linie M6 und 16, auf dem Ostabschnitt ab Raoul-Wallenberg-Straße die Linien M6 und 18.
Die ersten Buslinien über die Landsberger Allee fuhren ab den 1920er Jahren zwischen dem ehemaligen Vorwerk Bürknersfelde an der Hohenschönhausen-Marzahner Grenze und Hohenschönhausen. Die Linie fuhr nach dem Zweiten Weltkrieg weiter stadteinwärts mit Endpunkt an der Kreuzung Petersburger Straße. 1956 stellten die Berliner Verkehrsbetriebe sie auf Obusbetrieb um und verlängerten sie 1960 über Marzahn in Richtung Biesdorf. Ab 1973 fuhren erneut Busse. Nach der Inbetriebnahme der Straßenbahn nach Marzahn gab es vorübergehend einen Parallelverkehr beider Verkehrsmittel. Der Omnibusverkehr wurde daraufhin auf den straßenbahnfreien Abschnitt zwischen Oderbruchstraße/Karl-Lade-Straße und Weißenseer Weg beschränkt, bevor die BVG diese Verbindung 1994 einstellten. Zwischen der Marzahner Promenade und Zossener Straße wird die Allee von mehreren Buslinien bedient.
Zum besseren Verständnis wurden die jeweils aktuellen Straßennamen verwendet.

### S-Bahn-Anschluss

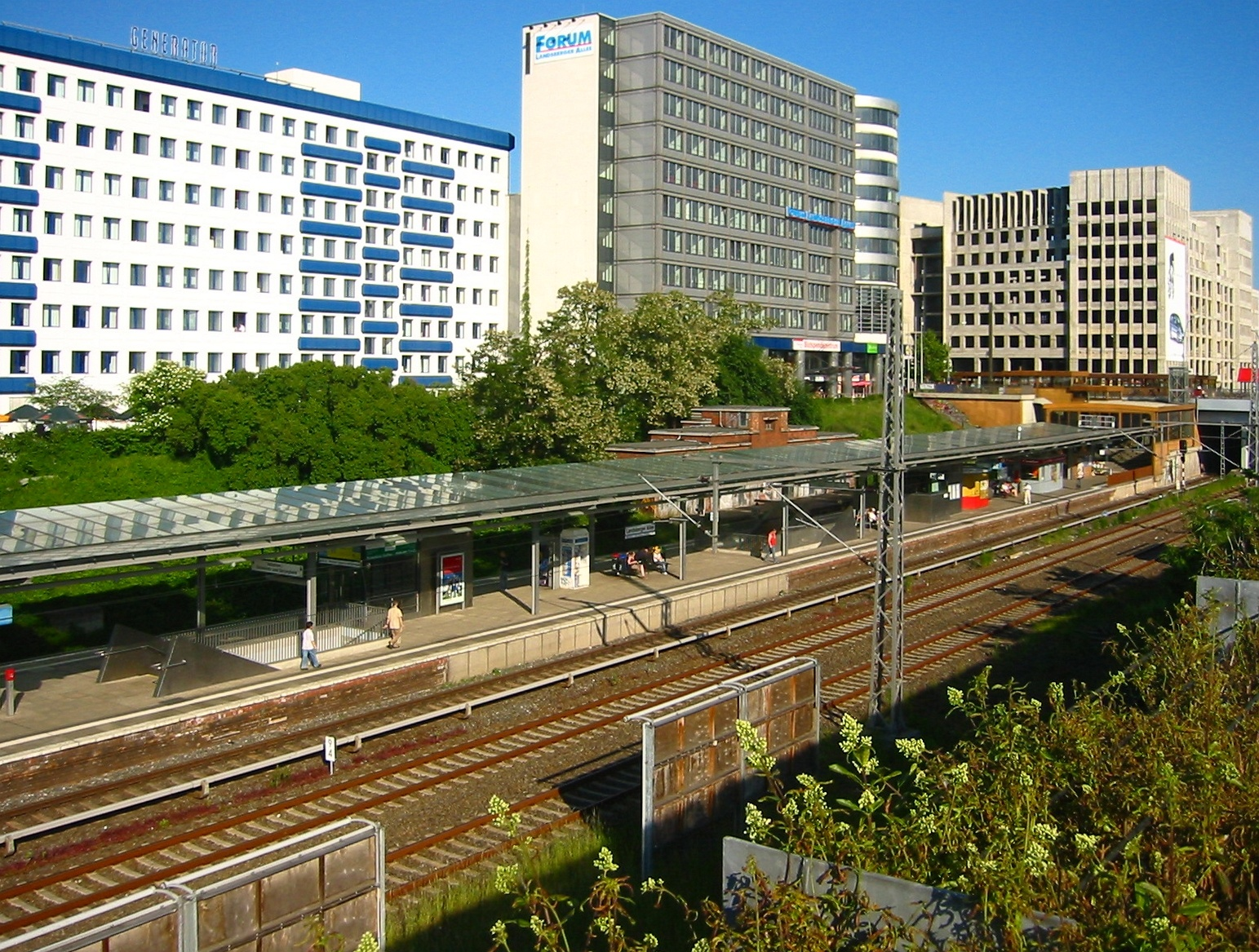
Blick auf den S-Bahnhof Landsberger Allee

Die Landsberger Allee kreuzt in ihrem Verlauf dreimal die S-Bahn. An der Berliner Ringbahn befindet sich der Bahnhof Landsberger Allee. Weiter östlich kreuzt die Straße den Berliner Außenring. Hier war ein Bahnhof Bürknersfelde für die Linie S75 geplant, benannt nach einem alten Vorwerk. Da die Gegend um die geplante Station noch weitestgehend unbesiedelt ist, wurde er bisher nicht gebaut, sondern lediglich vorbereitet. Ein weiterer Kreuzungspunkt mit der S-Bahn befindet sich nur etwa 350 m östlich an der Wriezener Bahn. Hier liegt in der Nähe zur Straße der S-Bahnhof Marzahn der Linie S7.